# Светлый (Пермский край)
Светлый — посёлок в Осинском городском округе Пермского края России.

## Географическое положение
Посёлок расположен на расстоянии около 1 километра по прямой на юго-запад от города Оса.

## История
С 2006 по 2019 год входил в состав Осинского городского поселения Осинского района. После упразднения обоих муниципальных образований стал рядовым населённым пунктом Осинского городского округа. 

## Климат
Климат умеренно-континентальный. Среднегодовая температура составляет 2,5оС. Количество атмосферных осадков за год около 598 мм, из них большая часть приходится на тёплый период (июнь-июль). Тёплый период (со среднесуточной температурой более 0оС и выше) 155 дней. В среднем пять месяцев в году средняя температура воздуха составляет 8оС.

## Население
| 2010 |
| ---- |
| 342  |

Постоянное население составляло 377 человека (90% русские) в 2002 году, 342 человека в 2010 году. 